# Знаменівка (Могилів-Подільський район)
Знаме́нівка —  село в Україні, у Мурованокуриловецькій селищній громаді Могилів-Подільського району Населення становить 394 особи.
В першій половині XIX ст. збудований палац Стадніцких в стилі класицизму.

## Географія
Село розташоване на лівому березі річки Теребиж, у яку впадає річка Конищева.

## Історія
Що такого було власне в подільській Богушівці, що її взяли і переіменували у Знаменівку — невідомо, але всі інші кілька українських Богушівок такої наруги над власним іменем не знали. Ну були тут колись пани Богуші, ну і що? То ще в XVI—XVII ст. було. Вже в 1820 р. маєтність цю вважав своєю Матвій Дунаєвський гербу Сас. На той час село налічувало 165 «душ пола мужескаго», а більше і ніц не відомо. Білі плями в історії села закінчуються аж тоді. коло воно дістається родині Стадницьких.
Двір у Богушівці звели на початку ХІХ ст. тодішні анонімні (для історії) власники. Стадницьким у старому дворі було тісно, вони зробили прибудову до правої частини споруди. Відомо, що в інтер'єрах будівлі була багата ліпнина, меблі з червоного дерева з бронзовими прикрасами і колекція кришталю й срібла.  Стеля в кімнатах була трішки занизька, а особливих мистецьких шедеврів у дворі не було, так, кілька родинних портретів. На відміну від якісних французьких меблів з XVIII ст. — ось це було.
Коли почалася І світова війна, колекції і самі цінні меблі з Богушівки евакуювали до Києва, де вони пізніше і пропали. Кілька важких мармурових статуй, які піди транспортуй до метрополії, залишили в селі — і їх розтрощили на друзки в 1917 р. Знищили й бібліотеку, яку теж не судилося вивезти.
Навколо палацику лежав на горбках ландшафтний парк. Скоріше за все, нічого з панського минулого у сучасній Знаменівці не збереглося.
За часів Російської імперії на території села знаходився маєток Стадницьких. Який було зруйновано після зміни державного устрою на початку ХХ століття. Залишилась будівля яка використовується до цього дня.
7 (20) листопада 1917 року, відповідно до Третього Універсалу Української Центральної Ради, увійшло до складу Української Народної Республіки.
До 6 жовтня 1964 село носило назву Богушівка. З 30 грудня 1962 року по 8 грудня 1966 року сільська рада до якої належить село Знаменівка входило до складу Барського району.
12 червня 2020 року, відповідно до Розпорядження Кабінету Міністрів України № 707-р «Про визначення адміністративних центрів та затвердження територій територіальних громад Вінницької області», увійшло до складу Мурованокуриловецької селищної громади.
19 липня 2020 року, в результаті адміністративно-територіальної реформи та ліквідації Мурованокуриловецького району, село увійшло до складу новоутвореного Могилів-Подільського району.
22 червня 2023 року рішенням Національної комісії зі стандартів державної мови віднесено до списку населених пунктів, які «можуть не відповідати лексичним нормам української мови», зокрема стосуватися «російської імперської чи колоніальної політики». Громаді рекомендовано обґрунтувати доцільність збереження поточної назви або запропонувати нову назву в установленому законодавством порядку.

## Релігія

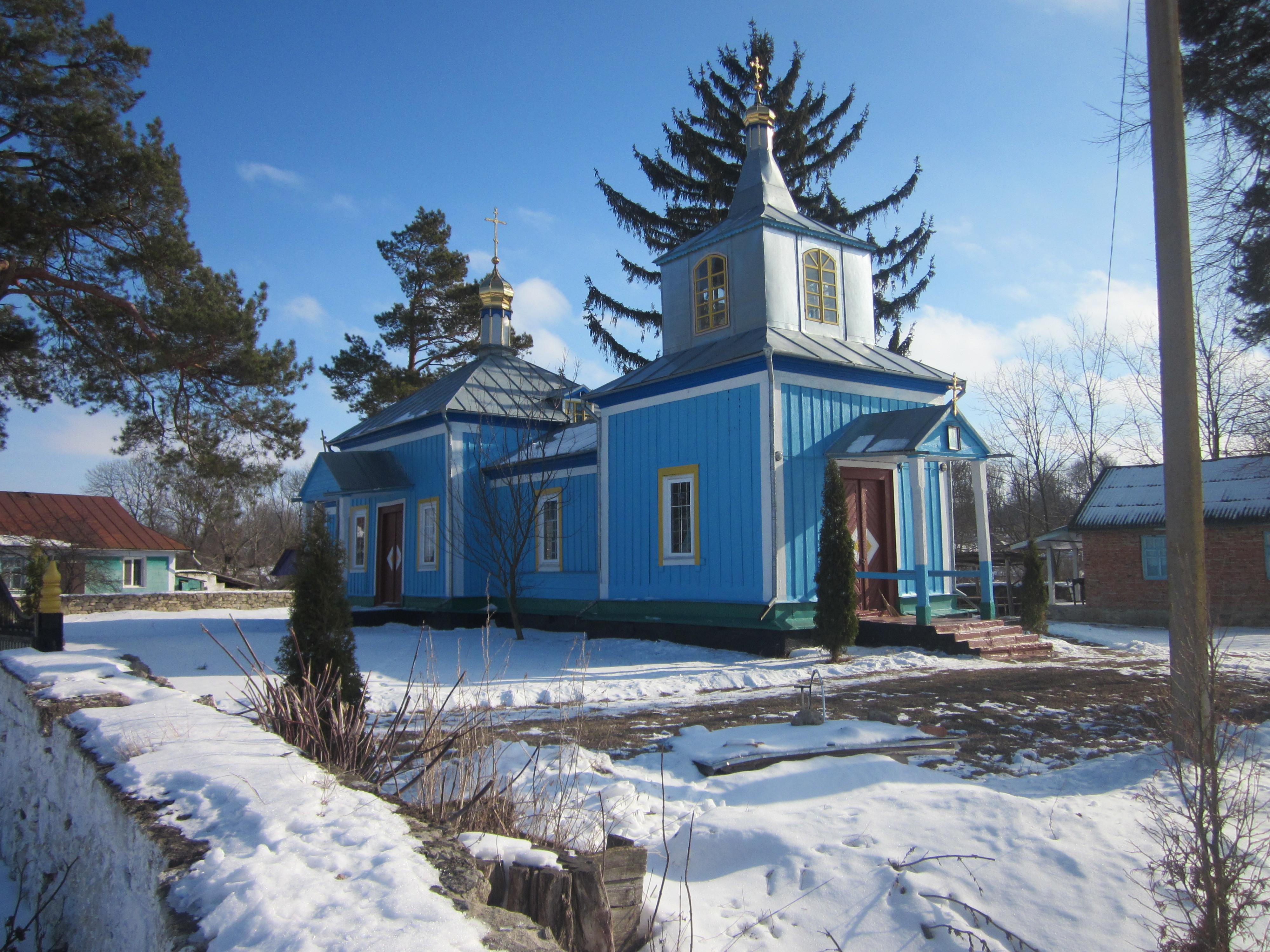
Церква у зимку

В селі є православна церква «Олександра Невського» збудована в 1889 році на місці де була стара церква, яка прийшла в не придатність. За часів радянської влади церкву були закрили зробивши сільський клуб. Але завдяки активістам, одним з яких є Нагорняк Спепан була відновлена робота. Зіграла важливу роль назва на честь Олександра Невского.